# Рафаил (Берестов)
Отац Рафаил(о) (световно Михаи́л Ива́нович Бе́рестов; 20. новембар 1932, село Сиркино, тадашња Московска област, СССР) — свештенослужитељ Руске православне цркве, јеромонах, постриженик Тројице-Сергијеве лавре, познати критичар екуменизма, личних бројева и електронских докумената, антиглобалиста, духовни аутор.

## Биографија

### Детињство и младост
Родитељи су му били Иван Николајевич Берестов и Ана Дмитријевна Берестова (рођ. Ширина), грађани Москве. Ана је отишла да се породи у свом родном крају, селу Сиркино, у Тверској области (тадашња совјетска Московска област). 20. новембра 1932. родили су се близанци Николај и Михаил, будући отац Рафаил. Михаил је био мртворођен, али га је рођена бака шамарањем вратила у живот. Децу су крстили већ следећи дан, на празник Св. архангела Михаила.
1938. године се родио трећи брат, Анатолиј, данас игуман, чувени дечји неуропатолог, доктор медицине, професор, руководилац рехабилитационог центра у Крутицком подворју (где се налази Одељење за омладину РПЦ), који пружа помоћ наркоманима, алкохоличарима и жртвама деструктивних секти.
Бака је повремено водила децу у цркву, али су иначе расли без религиозног васпитања. Михаилу је веома тешко падало што је остао нискога раста. На пријемном испиту у школу ликовних уметности није положио испит из акварела, али су га ипак примили када је одустао неко од оних који су већ били уписани. За време студија је био и запослен. Када му је било деветнаест година појавили су се озбиљни проблеми са срцем, а после једног јаког срчаног напада лекари су мислили да ће умрети Тада је Михаил дао завет да ће постати монах ако преживи.

### Тројице-Сергијева лавра
Према једној верзији биографије, Михаил је у Тројице-Сергијевој лаври срео монахињу која је 25 година провела у стаљинским логорима, постала тамо богаљка и ходала на штакама. Људи из њене средине су говорили да је изузетно високог духовног живота и да је прозорљива. На молбу да се помоли за његову породицу монахиња је одговорила: „А, Рафаилчићу, то си ти!“ — „Ја нисам Рафаил, ја сам Михаил!“ — „Да, да, знам да си ти Рафаил. Ја знам да ће твој отац Иван пред крај живота поверовати, као и твоја мајка Ана. А, ево — радуј се — твој брат Анатолиј ће ускоро постати веран! Али, ето, за брата Николаја се треба молити“. Тако је поименце поменула све чланове породице, предсказавши будуће догађаје.
Михаил је хтео да се замонаши у Тројице-Сергијевој лаври већ 1958. године, али га нису примили зато што није имао благослова (односно дозволе) својих родитеља, због чега је вођство могло да има потешкоћа са совјетским властима. Три године је радио у црквеној радионици, похађао је школу ликовних уметности и викендом редовно посећивао Тројице-Сергијеву лавру, где је обављао послушања (манастирска задужења). Родитељи су 1961. године попустили, те је постао искушеник и настанио се у манастирској гостопримници, сликао и рестаурирао иконе. Пријавили су га као радника у манастиру, „помоћника уметника“, те је помагао архимандриту Николају (Самсонову).
1963. године му је о. Кирил (Павлов) постао духовник, и међу њима се развила дубока духовна веза.
1966. је примио монашки постриг са именом Рафаил, а 1973. је рукоположен за јерођакона.
Под совјетском влашћу био је активан црквени дисидент, иступајући против екуменизма, латинофилства, масонства, црквеног модернизма, сарадње руководства Московске патријаршије са КГБ-ом, услед чега му је управа лавре изрицала дисциплинске мере.
У Тројице-Сергијевој лаври јерођакон Рафаил се подвизавао 23 године. Послушање је обављао углавном у иконописној радионици, као и за певницом, читао је имена за помен, служио као ђакон у храму, и друго.

### Абхазија
Јерођакон Рафаил је почео да одлази на Кавказ код православних пустињака пратећи оца Кирила, а касније је почео да путује туда и сам.
1984. године је добио благослов намесника Тројице-Сергијеве лавре Алексија (Кутепова) и свога духовника, о. Кирила (Павлова), да се пресели у Абхазију. Његово одредиште је био планински скит, са одвојеном мушком и женском заједницом, око тридесет километара на североистоку од Сухумија, осам километара од јерменског села Аблухвара. Уочи његовог доласка скит су разбили милиционери, ранили његовог старог друга из лавре, о. Пајсија (Уварова), ухапсили јеромонаха Виталија (Голуба) и готово све сестре женске заједнице, док су само неки отшелници успели да побегну. Кроз неко време скит су ипак обновили.
Отац Рафаил се шест година подвизавао у осами на планини Велики Схапач (издвојена планина Западног Кавказа, спада у Бзипски венац), на скоро две хиљаде метара надморске висине. Своју келију је посветио америчком јеромонаху Серафиму (Роузу), који се беше преставио две године раније. Још док је био у лаври, Рафаил је доприносио ширењу првих превода дела оца Серафима (Роуза). Отац Пајсије је помагао о. Рафаилу да уреди келију, доносио му је најнеопходније намирнице, помагао да обезбеди дрва. Сваке две године о. Рафаил је морао да долази код свог духовника, о. Кирила, у Тројице-Сергијеву лавру, обилазећи тада и своје родитеље. Успут се заустављао у Сухумију код сестре Олге, која је била духовно чедо схиархимандрита Виталија (Сидоренка), а касније је постала старица схимонахиња Виталија. Са оцем Виталијем (Сидоренком) он се упознао у сухумском саборном храму, те је повремено одлазио код њега у Тбилиси.
Рафаил је био упознат и са монахом Меркуријем, аутором чувене књиге „У горама Кавказа“ (коју не треба мешати са предреволуционом књигом схимонаха Илариона (Домрачева) „На горама Кавказа“).
1990. се о. Рафаил спустио са своје планине, преселивши се у келију изграђену близу женске заједнице о којој се старао о. Пајсије. Ту је провео три године.

### Валаам
У време рата у Абхазији је 1993. године духовник о. Рафаила, о. Кирил (Павлов), призивао о. Рафаила из отшелништва, намеравајући да га пошаље у Валаамски манастир. Рафаил се узрујао и није хтео да оде, али је тада сломио руку, те је био принуђен да оде у град и проведе три недеље под гранатирањем у Сухумију, у чему је монах видео дело Божјег промисла. Помирио се са ситуацијом и отишао у Валаам.
Рафаил је помагао игуману Панкратију (Жердеву) у обнови Валаамске обитељи, препородио је традицију духовништва и праксу умно-срдачне молитве. На празник Рождества Пресвете Богородице 1993. године отац Рафаил је био рукоположен за јеромонаха. Од тада, па све до одласка из Валаама био је један од духовника ове обитељи. Из главног манастира преселио се у валаамски Скит Свих светих, где су га много посећивала братија манастира.
1994. године, на празник Похвале Пресвете Богородице (одн. Суботе Акатиста) о. Рафаил прима постриг у велику схиму задржавајући име у част св. архангела Рафаила.
1996. је сломио врат бутне кости и грудни кош, лечио се у санктпетербуршкој и московској војномедицинској академији. Због здравственог стања му је било преко потребно топлије поднебље.

### Солохаул и Атос
1997. године су, по благослову архимандрита Кирила (Павлова), јеросхимонах Рафаил и његова братија основали на руском Кавказу метох Валаамског манастира „Крсна пустиња“ (одн. Скит Часнога Крста), у селу Солохаул, недалеко од Сочија. Скит је био замишљен по узору на атонске, с атонским уставом, а и као манастир српско-руског духовног јединства и пријатељства, о чему сведоче натписи на руском и српском језику на мермерним плочама уграђеним у стубове главног храма.
Због притисака повезаних са његовом противекуменистичком делатношћу, о. Рафаил се са делом братије већ 1998. године преселио на Атос. Испрва су живели у руском Манастиру Светог Пантелејмона, затим краће време у скиту Св. Пантелејмона грчког манастира Кутлумуш. 1999. године су се настанили у келији Св. Јована Богослова (Потитирија) бугарског манастира Зограф, од 2000. до 2001. су живели у скиту Нова Тиваида руског манастира, а потом су се вратили у келију Потитирија.

### Кавказ и повратак на Атос
После Ваксра 2002. године, на Томину недељу, после дуготрајног притиска на настојатеља манастира Зограф и на братство од стране Екуменског патријархата, о. Рафаил се са својом братијом од 17 људи сели у Крсну пустињу, која је била привремено премештена у село Јермоловка, на руско-абхаској граници.
У јесен 2002. су прешли у планине Абхазије, где су установили три скита, направили метох у Сухумију и у једном насељу у подножју планина.
После објављивања брошуре „Узбуна“ 2005. године оцу Рафаилу су почели да прете одмаздом, па чак и смрћу. Рафаил у то време није могао успоставити везу са о. Кирилом (Павловом), те је потражио савет од старца Адријана (Кирсанова) из Псково-печерског манастира, који је дао савет да одмах беже из Абхазије на Атос.
2007. године су се отац Рафаил и његова братија вратили на Атос и, сасвим неочекивано, настојатељ српског манастира Хиландар, архимандрит Методије (Марковић), им је дао да се настане на хиландарској земљи, близу главног хиландарског пристаништа и келије Јованица (Иваница). Отшелнике су 2016. године замолили да одатле оду, па су се преселили даље од обале у планине.
Зими због повећане влажности, односно ради тешког здравственог стања бубрега, о. Рафаил је приморан да прелази са Свете горе у крајеве са топлом и сухом климом, обично на Крит.
Отац Рафаил и његово братство веома су присутни у електронским медијима, од 2010. године редовно праве видео-снимке и објављују их на интернету, а пишу и чланке за различите портале.

## Ставови и мишљења

### Неприхватање званичног личног броја
Рафаил Берестов је био и остао главни руски критичар додељивања личног броја од стране државних структура и ма којег документа који садржи лични број, као што је порески број, лична карта, матични број, универзална електронска картица, лични број здравственог осигурања. У јеку расправе о увођењу пореског идентификационог броја у Русији редовно се састајао са верницима, објављивао своја обраћања у религиозно-родољубивом недељнику „Руски весник“ (Русский вестник), па је чак издао и звучни снимак „Близ есть, при дверех“ („Близу је, пред вратима“) с образложењем свога става. Умножавање снимка је, према тврдњи келејница оца Николаја Гурјанова, благословио сам овај чувени старац из Псковске области. Берестов је заузео овакав став у сагласности са својим духовником о. Кирилом (Павловом), који се неколико пута изјаснио по овом питању:
Ја мислим овако: прва фаза су бројеви, затим ће бити електронска картица. Сада је мало једноставније, касније ће се бити теже искобељати, а онда, после тих картица биће већ ознака. Када се буде морала одбити ознака, тамо ће већ бити очигледна смрт, да. Или издати Христа и поклонити се антихристу, или у супротном случају – примити смрт за Христа.
Ја сам увек, од самог почетка био против ПИБ-а [Пореског идентификационог броја]... Ја и сада категорички устајем против ПИБ-а. Не благосиљам да се прима... Примајући ПИБ човек улази у систем зла.
Други разлог за његово строго становиште су речи које му је упутио старац Пајсије Светогорац, а које је отац Рафаил често наводио: „Ако ко прими нову личну карту са бар-кодом или картицу са тајне три шестице, са идентификационим бројем, изгубиће Благодат Божију, и енергија демонска ће ући у њега“. На Рафаила су утицале и друге изјаве старца Пајсија: „Старац атонски Пајсије је говорио да је не узети личну карту исто што и одмах угасити пожар чашом воде, а да би они који узму такву личну карту могли да угасе саблазни и не приме чип на руку или на чело требаће позвати све ватрогасне бригаде, па опет неће моћи угасити.“
На оца Рафаила је такође оставила утисак и одлучност Грчке православне цркве и атонских монаха, који су организовали многобројне демонстрације и давали званичне изјаве против увођења електронских идентификационих картица (које је упркос томе грчка влада увела 2016. године).
У овом случају се заправо ради о томе да отац Рафаил (као и друге духовне величине) тумачи „Апокалипсу“: „Не треба да примамо ПИБ (идентификациони број) – бројчано (дигитално) демонско име које нам се нуди. То није техничка потреба, него мистичко кодирање нас, оваца Христових. Наиме, само духовни слепци не виде шта долази после овога. Даће нову личну карту са идентификационим бројем, а затим картицу са три шестице – жиг, име звери или број имена њезина. „Да нико не може ни купити ни продати, осим ко има жиг“ [Отк 13:17]... Одлучили су да не уводе одмах, него постепено, прво идентификациони број, а онда бар-код са три шестице, а последњи степен ће бити чип-микрокомпјутер на челу или десној руци, како нас упозорава Апостол Јован о жигу антихриста у Апокалипси.“
Радикалност Рафаиловог става састоји се у томе да он сматра да је већ само примање таквих докумената од стране православних грађана – отпадништво од вере: „А ми смо лукави, мислимо: лични документ са бар-кодом ћемо примити, а сам печат – чип, микрокомпјутер на чело и руку – нећемо примити. Не заваравајте се! Не понашајте се препредено пред Богом! Потписавши се под тим документом са три шестице, потписујете своју покорност сатани. То је поклањање њему, одрицање од Бога.“ „Ето зашто не смемо узимати [лични број]: зато што је то већ печат антихриста, за сада на папиру, не на челу, ни на руци.“
Главним иницијаторима додељивања бројева појединцима и увођења електронских докумената Берестов сматра масоне: „Масони имају непосредне контакте са сатаном и дају стално нова и нова откривења. То су сатанисти, и они дају упутства. И ПИБ се није тек тако појавио, он није од човека, ја мислим, он је од сатане.“ „Електронске карте, биометрију и чипове, све то припремају масони – слуге антихриста.“
Рафаил саветује да се не узимају никакви електронски документи: „Духовно је погубно, опасно је и погубно примати те нове документе: личне карте са три шестице, ПИБ, универзалну електронску картицу, медицинске полисе, и друге. Све то води у отпадништво. А утолико више савремене документе с чиповима... Најбоље је игнорисати и не примати никакве електронске картице, документе с чиповима.“ „Осигуравајући број индивидуалног личног рачуна (СНИЛС), ПИБ, лични кодови и други лични бројеви су бројчана (дигитална) демонска имена, која слуге антихриста дају уместо имена датога на светом Крштењу.“
С појавом нових докумената и нових техника њихове израде, о. Рафаил налази чињенице које чине савремене идентификационе предмете, по његовом мишљењу, још неприхватљивијим: „У личној карти РФ има много украсних цртежа. Међу њима је орнамент са три шестице, о којима је у Откривењу св. Ап. Јована Богослова речено да је то бројчано име антихриста… Бар-код је састављен од пруга различите дебљине– танких, средње дебљине и дебљих. Њих раздвајају три пара продужених танких линија, које скенер препознаје као бројку 6. Бар-код новог поколења је такозвани QR[ку-ер]-код. У QR[ку-ер]–коду су три велика квадрата, распоређени по угловима QR-кода, по садржају су носиоци бројке 6. И тако су три квадрата на QR-коду такође три шестице – бројчано име антихриста. Бар-кодови и QR-кодови стављају се на све намирнице, робу и производе, на карте и личне документе: пасоше, пропуснице, па чак и диамонитирионе – дозволе за улазак на Атос.“ „Када човек даје своје биометријске податке, излаже се највећој опасности за своје спасење, зато што савремена техничка база омогућава да се за време снимања биометријских података безболно нанесе невидљива ознака – жиг на чеону кост или на кожу, као што се о томе каже у Апокалипси, „жиг на десној руци њиховој или на челу њиховом“ (Откр. 13,16).
У свом обраћању из јуна 2017. оци Рафаил и Онуфрије користе појмове који не постоје у академској науци, и тврде да приликом снимања биометрије човек већ постаје слуга антихриста, повезује се са светским компјутером и губи слободну вољу: „Главна биометријска информација о човеку није очна зеница, није биометрија лица или прстију, главна биометријска информација о човеку јесте индивидуални алгоритам функције човековог мозга. Приликом такозваног снимања биометрије проводи се наношење ласерског жига и установљавање тога, за сваког човека јединственог, алгоритма можданих функција. После тога долази до потпуног духовног поробљавања човекове слободе, човек упада у мреже технотроне магије, успоставља се веза човековог мозга са светским компјутером под називом „звер“, такав човек постаје безвољни биообјекат – роб антихриста.“
Они такође сматрају да су сатански број и лични матични бројеви који се додељују у Србији (од 1977.), Бугарској (од 1977.) и Румунији (од 1978.) свим држављанима одмах после рођења, па дакле практично свим православним Србима, Бугарима и Румунима (у истом обраћању).
Уједно о. Рафаил позива све да напусте градове и преселе се на село, или да се чак крију по шумама: „Ето, рецимо, некоме хоће да забране посао. Направи посао на селу. Настани се на селу. Предузетници су разумни и сналажљиви људи. Они свуда могу да се баве бизнисом. Они који су немоћни – бежите у шуме. Сакријте се.“
За такав став је о. Рафаил био изложен оштрој критици, зато што сам има пасош Руске Федерације (без биометријских података) и путује између Русије, Грчке и Израела.

### Поштовање Григорија Распућина и цара Ивана Грозног
Прихватајући став старца Николаја Гурјанова, о. Рафаил сматра да су Григориј Распућин и цар Иван Грозни заправо оклеветани свеци.
„Ако је такав старац као отац Николај поштовао [Распућина и Ивана Грозног], па зашто их ми не бисмо поштовали? Ако је он благосиљао да се пишу такве иконе и примао их, зашто бисмо их ми осуђивали?“
„Григориј Јефимович [Распућин] је заиста старац, био је прозорљив и могао је својом молитвом да заустави крварење царевића Алексија када је боловао од хемофилије. Масони су искоришћавали Григорија Јефимовича да би испровоцирали цара и царску породицу.“ „Масони су припремили два глумца који су се маскирали у Григорија, те банчили и брукали се, забављали се са женама, правили изгреде, тукли се, пијанчили, а онда је цар примао извештај: "Ево, Ваше Височанство, јуче се Григориј Јефимович понашао ужасно, он је у ресторану правио изгреде, тукао се, пијанчио, гањао жене".“
„Што се тиче цара Ивана Грозног, он је православни цар. Одрастао је у таквим ужасним условима. ...владар је свакако морао да узме мач и заведе ред у својој држави... Он је био прослављен као локално поштовани московски светац, стога му се, наравно, треба молити.“ Податак да је Иван IV убио сопственог сина он оцењује као клевету: по мишљењу о. Рафаила царевић је умро зато што су га тровали живом. Медицинско хемијско и криминалистичко вештачење царевићевих остатака је 1963. године показало да је код њега садржај живе 32 пута виши од дозвољеног, а садржај арсена и олова такође неколико пута већи.

### Однос према епископу Диомиду
У вези са антиглобалистичким, антиекуменистичким и антимодернистичким јавним обраћањем анадирско-чукотског епископа Диомида (Дзјубана), Берестов га је подржао, назвавши га „апостолом последњих времена“. Међутим, касније је прекоревао Димоида због непонизности и ширења расколничког расположења у РПЦ. Јеромонах Авељ (касније у схими Онуфрије), келејник о. Рафаила, је у чланку у јануару 2011. написао: „Владику Диомида је баћушка о. Рафаил веома молио да не иступа из Руске Цркве, владика је обећао, а затим је престао да се јавља на телефон када смо га звали.“

### Подршка представника Молдавске митрополије
У августу 2010. посетио је Молдавију да би подржао клирике и мирјане који су се подигли против екуменизма.
„Црква није патријарх, није митрополит, нити је епископ. Они слушају масоне. Међу њима има пуно оних које је врбовао Мосад или ЦИА, и друге јеврејске организације. То су све силе зла, они се труде да разруше нашу Цркву.“
4. септембра 2010. је учествовао на састанку званичне делегације Молдавске митрополије Московског патријархата са викарним епископом патријарха Кирила, Теогностом (Гузиковом). Архиепископ Теогност је оптужио о. Рафаила и већину учесника разговора за расколништво.

### Однос према Цариградском патријарху Вартоломеју и Московском патријарху Кирилу
Отац Рафаил и његово братство су прекинули општење са Цариградским патријархом Вартоломејем након што су „сазнали да он [литургијски] помиње римског папу, 2006. године“. Рафаил назива Вартоломеја „лажепатријархом“, „јересијархом“, „језуитским питомцем Источног папског института“ ,, и масоном, тврдећи да је Вартоломеј био чак на челу једне масонске ложе.

Увек сам говорио и говорим да је неопходно да будемо у окриљу Цркве и боримо се за чистоту Православља изнутра, а не да се одвајамо од Цркве. Ми нисмо за дробљење, нити за расколе, ми смо за црквено јединство у чистоти вере.

јеросхимонах Рафаил (Берестов)
 из интервјуа од 15. јула 2008. г.
Иако је неколико година критиковао све који су престали да помињу поглавара РПЦ и одлазили у раскол, 28. јануара 2016. је отац Рафаил престао да помиње патријарха московског и све Русије Кирила „после потврђених [на предсаборском саветовању] у Шамбезију јеретичких докумената“.
После сусрета патријарха Кирила са римским папом Франциском, о. Рафаил је позвао Руску православну цркву да прекине помињање патријарха Кирила, назвавши га „лажепатријархом, јеретиком, отпадником“.
Међутим, у дијалогу о. Рафаила и његовог келејника Онуфрија, објављеном у априлу 2016. (пре критског сабора), о. Рафаил је тврдио: „Треба се молити за патријарха Кирила, да постане православан, да се покаје... Можда ће се успротивити сабору, јеретичком у суштини. Тада ћемо га прихватити као нашег светог патријарха. А, ако он буде прихватио, и ако буде учествовао на сабору и потпише се, онда он неће бити наш патријарх, он ће бити расколник.“
Мада патријарх Кирил није узео учешћа у раду критског сабора и није потписао документе који су били на њему предложени, о. Рафаил је са својим братством ипак анатемисао патријарха у фебруару 2017. године. Наиме, Рафаил је сматрао да је патријарх прихватио те документе већ раније и приморао све руске архијереје да их потврде: „Патријарх и делегација архијереја нису отишли на сабор зато што су све одлуке предсаборских саветовања у Шамбезију већ прихватили. Крајем јануара, после повратка са предсаборског саветовања из Шамбезија у Русију, патријарх је сазвао превремени архијерејски сабор на којем је уверавао архијереје да су на саветовањима у Шамбезију прихваћени потпуно православни документи те да их сада на архијерејском сабору [2.– 3. фебруара 2016.] треба потврдити... Они који су били против су се уплашили и нису подигли руку. Тако су сви једногласно примили јеретичке документе... Јересијарх-патријарх је на архијерејском сабору увео јерес екуменизма и папизма, а архиереји су без испитивања прихватили јеретичке документе.“

### Однос према Владимиру Путину
После посете Владимира Путина Атосу у мају 2016, о. Рафаил је изјавио у видео-поруци да је Путин дошао на Атос зато што је патријарху Кирилу пао углед, те га је било потребно подржати. Коментаришући то што су Путину на Атосу исказали неке царске почасти, Рафаил је рекао: „Како неозбиљно сви поступају! Ако Путин жели да буде цар, нека буде достојан царства, нека се не ортачи са масонима, нека буде одан цару, вери Христовој, потпуно искрено. Да би људи поверовали, заволели га, што је православни хришћанин, он би [морао да] штити не идеје сатанизма, светске владе, већ идеје светог Православља, свете Русије, идеје Христових заповести… То је некакво варање народа, подметање нецара, то желе да нам подметну масони… Нама треба монарх православни, одан Христу, Цркви и Русији… Путин је ипак усмеравани пион масона, великих тајкуна.»

### Анатемисање Критског сабора
Већ од 2009. године Рафаил Берестов је почео да упозорава да ће се одржати сабор на којем „желе да проведу уједињење са католицима и другим екуменистима, желе екуменизам канонски и догматски, желе да уведу нови календар, скрате постове, желе да уведу модернистичке реформе, двобрачно свештенство и жењени епископат.“ „Масони, непријатељи Русије, непријатељи Православља, припемају такав сабор већ одавно.“ „То није сабор, него руља сатанска, они припремају цркву антихристову, то је антихристова представа.“
Одмах после сабора на Криту, који је одржан јуна 2016, о. Рафаил и његова братија су позвали вернике да прекину литургијско-црквено општење са екуменистима и онима који помињу патријархе који су прихватили документе сабора, иако братство не одриче да у РПЦ још има благодат: „Али, ми се обраћамо и позивамо сва верна чеда Руске православне цркве да одбаце јерес, прекидајући општење са јеретицима, и да сачувају верност светоотачком Православљу! ... Треба осудити већ осуђени екуменизам и јеретике-екуменисте, и прекинути са њима молитвено и евхаристијско општење. Не ићи на службе код оних епископа и свештеника који не предају анатеми свејерес екуменизма и јеретичке документе. Не ићи на службе код оних који и даље помињу јересијархе Кирила и Вартоломеја или друге поглаваре и архијереје помесних православних Цркава који су документирано потврдили екуменску свејерес на Вартоломејевом лажесабору... Браћо и сестре, тражите верне свештенике који не помињу јеретике. Чак и ако будете морали сасвим ретко да одлазите на исповест и Свето Причешће, стрпите се ради Христа и немојте имати општења са јересијарсима Кирилом и Вартоломејем, и са њиховим истомишљеницима, ни са онима који њих помињу.“
У фебруару 2017. су објавили видео на којем предају анатеми „лажеепископе јеретике екуменисте [Цариградског патријарха] Вартоломеја, [Московског патријарха] Кирила, Илариона [Алфејева]“, „критски лажесабор“, као и ауторе филма „Матилда“ који приказује цара Николаја II као неморалну особу.

### О предстојећем рату и обнови монархије
Рафаил Берестов верује да ће ускоро доћи до светског рата, после којег ће Русија опет постати царство. У јавним наступима он се позива на старца Јосифа Ватопедског.
„Блажени старац, отац Јосиф Ватопедски, говорио ми је да долазе грозна времена, али да ће се после одређених страшних догађаја многи словенски народи придружити Русији, а у савез са Русијом ће ступити и Грчка. Тако ће се саздати нова Византија... Милошћу Божијом ће бити изабран православни цар. И тада ће се у Русији десити очишћење Цркве. Сада је наша Црква болесна, веома болесна. У њој има много шпијуна који раде за непријатеље Христове. Још увек немамо ни националну владу. А цар ће наш бити веома светао, моћан, талентован човек, који ће владати с љубављу и мудрошћу. О томе сведоче свети оци Цркве, између осталих и отац Николај Гурјанов. У томе је наша нада, наша утеха.“
Отац Рафаил мисли да ће тај рат бити сукоб духовних сила добра и зла: „То ће већ бити рат са антихристом, односно са антихристовим духом. Пошто сада сва политика постаје богословље: или с антихристом или са Христом.“
Атонски монах је прецизирао ко ће, по њему, бити сукобљене стране: „Мы смо за монархију. У Русији ће се вратити Цар, и ми то чекамо. О томе су пророковали Оци. И он ће завести ред, и у Цркви ће завести ред... Рат је близу и ускоро ћемо морати да се боримо и са НАТО, и са Европом. То ми је рекао Јосиф Ватопедски док је још био жив. Ја му рекох: "A, Русија сад не може да ратује ни са Америком, ни са Европом, ми смо разоружани, наше власти нису родољубиве, него масонске, ми не можемо да се супротставимо Европи и Америци." ... Но, он рече: "Русија и Православље ће победити, зато што ће небеска војска обарати крилате ракете, непријатељске авионе. Зато ће Русија победити." ... Биће смртно рањена глава аждаје – масонство... ...свима ће постати очигледно да је с нама Бог, и да је истинита православна вера у Русији и у православним земљама. И овуда ће доћи, како каже Серафим Вирицки, многи страни бродови да се науче Православљу и приме чин, свештенички и епископски. Тако ће се у Европи градити храмови, и у многим другим земљама. Међутим, само неко време. А онда ће опет доћи масонство.“
У 2015. години о. Рафаил је изнео мишљење да ће светски рат почети после сабора на којем желе да „изнаказе Православље“, могуће већ 2016. године. „Ја се можда варам, можда ће почети већ сутра“, оградио се он.
2015. године је о. Рафаил почео да тврди да се срео са будућим царом: „...ја сам се сретао са учеником старца Николаја Гурјанова... Он је веома талентован, духован, благодатан човек. Као што је речено, руско срце ће га осетити, срце се отвара пред њим. Ја нисам никога помазивао на царство, мада су ме многи самозванци молили да то учиним. Сада смо сазнали за њега [за цара]. Ја сам [га] питао: "Шта да кажем људима о долазећем Цару?" Одговор је био: "Реци само оно што је рекао старац отац Николај Гурјанов: Се, царь грѧдéтъ! [Ево, цар иде!, цсл.]" Стога ја и кажем свима: "Се, царь грѧдéтъ!"... Он ће бити и патријарх и цар.“
Затим је Рафаил почео да открива више о тој тајанственој личности: „Код мене је долазио један веома благородан човек и рекао: "Оче Рафаиле, радуј се, цар међу нама хода по земљи."... Авељ [келејник о. Рафаила, у схими Онуфрије] га је знао, и ми смо сазнали да је лично он долазећи цар. Ми имамо доказ за то. Али, о томе се не сме говорити. Питао сам тога благородног човека: "Како да вест о вама популаризујем, шта да кажем људима?" Он каже: "Оче Рафаиле, мој духовни отац је био отац Николај Гурјанов, и ја сам му све откривао. Сва моја откривења су била од Бога, све сам му откривао, и он је рекао: 'Се, царь грѧдéтъ'. Тако и ти говори људима: ' Се, царь грѧдéтъ!'. Ништа друго не треба говорити…" Сам Бог ће посведочити да је он цар. Моја претпоставка, наша претпоставка је: може бити да ће васкрснути Серафим Саровски, и он ће свима рећи "Се, царь! То је Божји изабраник!" И сви ће га примити. Међутим, то се неће десити сада, него у време тешких искушења, у време рата. У време рата он ће бити цар-победник. Он је био војно лице, официр, и он ће учествовати у рату и постаће чак војсковођа.“
«[Он] је веома дубок, озбиљан човек, духован, ми монаси можемо да учимо од њега, он се моли од смираја дана до сванућа. Он је врло паметан, благодатан, духован, веома зрео.“
Рафаил Берестов предсказује препород Русије и Православља после светскога рата: „Он ће као домаћин успоставити ред у земљи, очистиће Цркву Христову од масона, екумениста, глобалиста, непријатеља Цркве и ћуталица. Пољопривреда ће се у Русији подићи на високи ниво, као и економија и одбрамбена индустрија. Људи у Русији ће добро живети. Духовни живот ће порасти. Побачаји ће бити строго забрањени. Биће духовни процват. Император ће подстаћи људе на покајање, на Исусову молитву. Телевизија ће бити контролисана, приказиваће се духовни филмови и приче. Процват Православља ће бити на целом свету. На свим континентима ће се градити православни храмови.“
Монашка заједница о. Рафаила обновила је помињање императора у богослужбеним молитвама, али моле се „о благочестивѣйшемъ государѣ нашемъ, грядущемъ императорѣ всея Руси“ (за најблагочастивијег владара нашег, долазећег императора све Русије).

## Критика
Протођакон Андреј Курајев, кога је отац Рафаил често критиковао и пребацивао му модернизам и сарадњу са КГБ/ФСБ је 2010. године прогласио о. Рафаила психички болесним, и то „од младости“. Такав став су заузели и неки други клирици РПЦ, нпр. свештеник Антониј Скриников..
Неки претпостављају да велики утицај на времешног о. Рафаила врши његов келејник Онуфрије (Стебелев–Веласкес, као расофор је носио име Авељ), који заједно са својим старцем потписује јавне изјаве и снима његове видео-поруке, често дате у облику дијалога између њих двојице, а које имају крајње радикалан карактер. Отац Рафаил је у две видео-поруке оповргао да је жртва манипулације свога келејника, и тврди да се у потпуности слаже са свим објављеним материјалима, те да их прегледава после објављивања.

## Дела
Духовна дела, посланице, поруке
- Что мешает единству Русского Православия (2002)
- Набат издавач: Отчий дом (2005)
- МП нужна хирургическая операция
- Открытое обращение (2010)